# Iglesia de San Sebastián de Huancavelica
La Iglesia de San Sebastián es una iglesia en la ciudad de Huancavelica. Está ubicada en la Plaza Bolognesi. El edificio es de estilo neoclásico. Fue construida el año
1662.